# Lysiteles lepusculus
Lysiteles lepusculus är en spindelart som beskrevs av Ono 1979. Lysiteles lepusculus ingår i släktet Lysiteles och familjen krabbspindlar.
Artens utbredningsområde är Nepal. Inga underarter finns listade i Catalogue of Life.